# Московсько-новгородські війни
Московсько-новгородські війни — ряд військових конфліктів між Москвою і його номінальним васалом Новгородською Республікою, що відбувалися в період з 1456 по 1478 роки (з перервами), які закінчилися поразкою новгородців у війні за незалежність. Московсько-новгородські війни включають першу (1456), другу (1471) та третю (1477-1478). У результаті третьої війни московитів проти новгородців територію Новгородської Республіки було анексовано Москвою.

## Похід 1456 року та яжелбицький мир
Коріння конфлікту йшло у феодальну війну 1425—1453 років між двома гілками нащадків Дмитра Донського. Основною його частиною було протистояння Василя Темного та Дмитра Шемяки. Після поразки Шемяки у боротьбі велике князювання його було прийнято у Новгороді. У 1449 Василь Темний уклав мирний договір з польським королем і великим князем Литовським Казимиром IV, за яким обидві сторони зобов'язувалися не приймати в себе внутрішньополітичних противників іншої сторони, а Литва відмовлялася від претензій на Новгород. 1453 року Шемяка було отруєно в Новгороді — можливо, людьми Василя.
Головна і вирішальна битва війни сталася біля міста Русса. Московські війська майже без опору взяли місто. Новгородці спробували відбити Руссу і, незважаючи на початковий успіх, зазнали жорстокого поразки і втекли. Після цього московське військо тримає в облозі фортецю Демян, і бере містечка Молвотиці і Стерж. Згодом до Василя Темного прибуло посольство на чолі з новгородським архієпископом. Новгород заплатив Москві велику контрибуцію - близько 15 тис. карбованців, але залишився незалежним.

## Ситуація у Новгородській Республіці після Яжелбицького миру
Незважаючи на наявність у Великому Новгороді такого демократичного інституту, як віче, аж ніяк не всі новгородці були за незалежність своєї землі та хотіли воювати проти Москви. Права звичайних, не найбагатших городян не дотримувалися, а такий верстви населення, як смерди, на віче і не могли бути присутніми. Розрив між багатими та бідними збільшувався, і це не додавало звичайним новгородцям бажання воювати, причому фактично за бояр, а не за себе.
У 1460 великий князь Василь Васильович вирушив з посольством у Великий Новгород для переговорів з урядом Великого Новгорода. Але на вічі новгородці відкрито виступили проти князя і навіть спробували його вбити. Таким чином, спалахнув новий конфлікт. Його зумів дозволити архієпископ Іона, залякавши новгородців можливістю нападу на Великий Новгород татар із москвичами. Однак у 1463 році Великий Новгород не допоміг Пскову відбитися від чергових загонів лівонських лицарів. Лише московська рать зуміла відбити напад лівонців. Понад те, Великий Новгород зайняв ворожу позицію стосовно Пскову. Але знову, вміла політика московського князя Івана III дозволила врегулювати цей конфлікт. Новий конфлікт стався у 1470 році.

## Похід 1471 року
У листопаді 1470 року у відповідь на прохання новгородського посла прибути до Москви архієпископу новгородському князь Іван III дозволив собі необережне висловлювання на адресу Новгорода, і це схвилювало бояр, які заявили про розрив з Москвою. Переговори між двома сторонами ні до чого не привели, і навесні 1471 року великим князем та його радниками було ухвалено рішення про негайний початок походу. Це був величезний ризик: весна була холодна, і сніг міг завадити просуванню військ. Але зволікати не можна було — і Велике князівство Литовське, і Золота Орда вже готові допомогти Новгороду.
Перші дні війни пройшли майже без боїв: москвичі захоплювали міста одне одним. Наприкінці червня були захоплені Волок Ламський та Торжок. 14 липня відбулася Шелонська битва, в якій 40-тисячне військо Новгорода було розбите вщент 12-тисячною раттю Москви і Пскова. Результат битви визначив удар московської кінноти. Неорганізована рать новгородців не змогла нічого протиставити москвичам. Через два тижні (27 липня), у Заволоччі відбулася битва на річці Шиленьга, в якій московська рать після запеклого бою зуміла перемогти жителів Двінської землі. Тоді ж розпочалися мирні переговори у Коростині. Новгородці заплатили по Коростинському миру близько 15 тис. рублів і фактично визнали залежність від Москви. Але все-таки формальну незалежність від Москви було збережено. Похід 1471 року пройшов більш ніж успішно. Новгородці ще раз довели, що крім бояр, ніхто проти Москви в Новгороді виступати не хоче. Доля Новгородської республіки була вирішена. Але остаточна точка була поставлена на сім років пізніше.

## Похід 1477-1478 років
Навесні 1477 року до Москви прибуло чергове новгородське посольство. Як виявилося, воно було послано до Москви зовсім не вічем, а впливовими новгородськими боярами, які хотіли якнайшвидше визнати залежність Новгорода від Москви і, тим самим, зберегти свої багатства та вотчини. На вічі ця новина зчинила бурю. Декілька промосковських бояр убили, і до влади знову прийшла пролитовська партія. Але довго вона не витримала.
9 жовтня 1477 Іван III виступив в останній похід проти Новгорода. 27 листопада Великий князь наблизився до Новгорода, але не поспішав його штурмувати. Новгородське військо теж не вийшло із міста. З 5 грудня новгородська та московська делегації вели тривалі переговори. Москвичі висунули остаточну вимогу: «Вічу не бути, посаднику не бути, а держава нам своє тримати». Новгородці погодилися відмовитися від віча і посадника, але обговорення питання збереження боярами вотчин затягувалося. У місті ж розпочався голод. Новгородські патріоти відбивалися від москвичів і захищали своє місто, прибічники Москви не брали участь у відбитті атак москвичів. 4 січня 1478 Іван III зажадав, щоб йому віддали половину владних і монастирських волостей і всі новоторзькі волості. Під загрозою повстання, 6 січня 1478 новгородські бояри прийняли ці умови, зберігши таким чином свої вотчини. Переговори закінчилися.
15 січня 1478 року князь та московські чиновники у супроводі раті увійшли без бою до міста. Але ніяких страт, на відміну походу 1471 року, не було. Деякі боярські сім'ї були заслані до Москви.
У Новгородській Землі були поставлені чотири намісники, до них тепер переходило право вести суди та керувати долею. Віче перестало існувати, ліквідувалася боярська влада та влада архієпископа. У боротьбі боярської та князівської влади виграла та вижила князівська. Новгородська республіка впала.

## Новгород після анексії
Сільське господарство, промисловість, торгівля у Великому Новгороді продовжували здійснюватись тепер уже під владою Московії. Ця влада Московії була вельми нестійкою. Бояри, що зуміли зберегти свої вотчини і свободу, не змирилися з заступництвом Москви і в 1483 знову захопили владу в місті. Але цього разу війни з антимосковською опозицією у Новгороді не відбулося.
У 1484 році великий князь виселив з Новгорода бояр, які виступали за союз з Литвою і ліквідував боярство, зробивши бояр, що залишилися, поміщиками, тобто служивими людьми князя. Новгород остаточно перестав намагатися боротися з Москвою за відновлення своєї незалежности.
У 1494 в Новгороді був закритий ганзейський торговий двір.
Під час опричнини Новгород було розгромлено царськими військами (1569/70) (див. Новгородська різанина).